# 北京日出东方凯宾斯基酒店
北京日出东方凯宾斯基酒店（英語：Sunrise Kempinski Hotel Beijing），位于北京市怀柔区雁栖湖生态发展示范区。

## 简介
北京日出东方凯宾斯基酒店位于雁栖湖生态发展示范区，2014年建成，时为凯宾斯基在中国最大的酒店，当时共有595间客房和套房。其中，北京日出东方凯宾斯基酒店是主体建筑，位于雁栖湖畔，共有306间客房；北京雁栖湖精品酒店以及12栋北京雁栖湖精品别墅位于雁栖湖的湖心岛上，分别有111间客房、178间客房。
北京日出东方凯宾斯基酒店由上海华都建筑设计公司的张海翱任首席设计师。该酒店侧面形状像是一个“扇贝”，在中国文化中扇贝代表“财富”，这与该酒店正面的寓意“旭日东升”的圆形相互匹配。
2014年11月，该酒店成为2014年APEC领导人非正式峰会的主要场所之一。
2014年11月17日，该酒店正式开业。